# Долчето
Долчето (в превод от италиански: „малък и сладък“) е червен винен сорт грозде, произхождащ от Италия. Отглежда се предимно в района на Пиемонт, насаждения има и в Австралия, Аржентина и Калифорния (САЩ) и в някои други лозарски страни.
Познат е и с наименованията: Нера Долче, Ormeasco, Dolsin, Dolsin Nero, Douce Noar и Charbono.
Вината направени от Долчето са с високо киселинно съдържание, пурпурен цвят, ароматен букет и богати плодови вкусове.
Има седем зони DOC за Долчето в Италия: „Dolcetto d’Aqui“, „Dolcetto d’Asti“, „Dolcetto di Diano d’Alba“, „Dolcetto di Ovada“, „Dolcetto di Dogliani“, „Dolcetto delle Langhe Monregalesi“ и „Dolcetto d’Alba“.